# Kupferrolle von Qumran

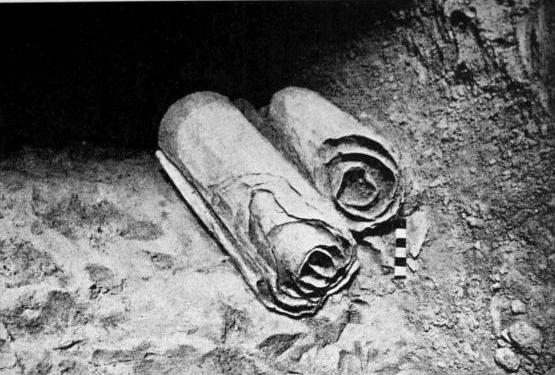
Die in zwei Teile zerbrochene Kupferrolle bei Auffindung

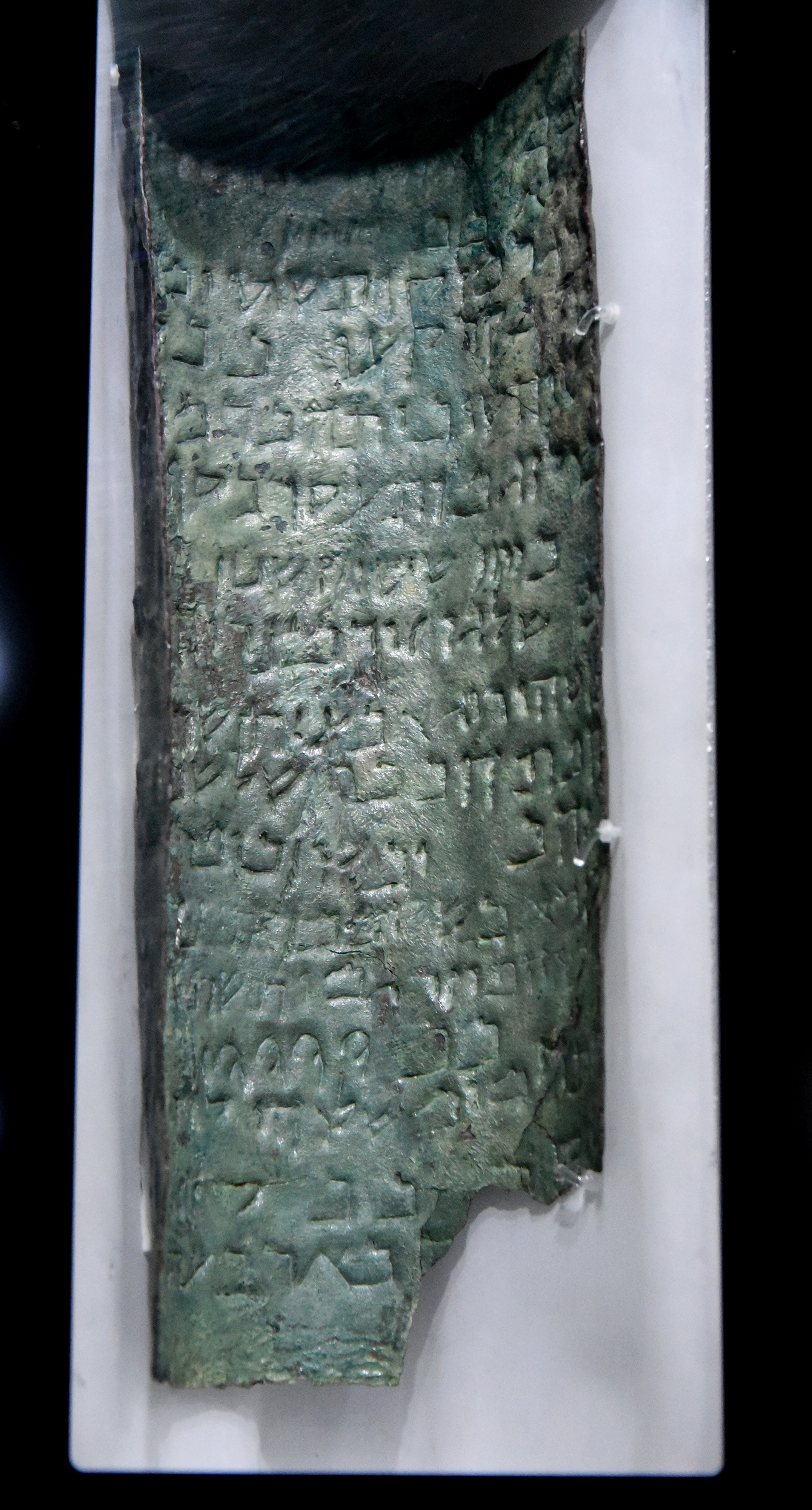
Streifen der Kupferrolle (Jordanisches Nationalmuseum Amman)

Die Kupferrolle von Qumran (3Q15), eine antike hebräische Schriftrolle aus Kupferblech, gehört zu den Schriftrollen vom Toten Meer. Sie wurde in zwei Fragmenten in Höhle 3 bei Qumran am Toten Meer gefunden und enthält eine Auflistung von Orten mit Angaben, wie viel Gold, Silber oder Gefäße mit Priesterabgaben dort deponiert wurden. Verschiedene Versuche, die Verstecke zu lokalisieren und die Schätze zu bergen, blieben erfolglos.

## Auffindung
Höhle 3Q war die einzige Schriftrollenhöhle im Kalksteinkliff, die von Archäologen entdeckt wurde. Nicht sehr hoch, aber etwa 10 Meter breit, war sie bereits lange vor der Besiedlung Qumrans eingestürzt, bis auf einen etwa 3 m × 2 m großen Rest. 1952 entdeckte das Team von Roland de Vaux im vorderen Bereich Bruchstücke von etwa 40 Krügen. Dass in einem Krug vor dem Brennen zweimal der hebräische Buchstabe ט (Ṭet) eingeritzt wurde, wird aufgrund von Angaben in der rabbinischen Literatur oft als Kennzeichnung für ein noch nicht verzehntetes Produkt (hebräisch טֶבֶל ṭevel) angesehen. Im hinteren Teil der Höhle fanden die Archäologen kleine Fragmente von Schriftrollen, Stoffreste und – am letzten Tag der Grabung (20. März 1952) – die Kupferrolle. Die Rolle war stark oxidiert und konnte nicht geöffnet werden, ohne sie zu zerstören.

## Öffnung der Rolle, Abschrift und Übersetzung des Textes
Die zwei Teile der Kupferrolle lagerten zunächst ungeöffnet im Palestine Archaeological Museum (heute Rockefeller Museum) in Jerusalem. A. H. Corwin, Johns Hopkins University, arbeitete an einem Verfahren, das Kupferblech wieder elastisch zu machen. Dies erwies sich als unmöglich, und die Experten erklärten daher, es gebe keine Alternative zum Zersägen des spröden Materials.
Bei einem Besuch in Jerusalem war es dem Göttinger Orientalisten Karl Georg Kuhn gelungen, einige Worte des Textes zu lesen, die sich an der Außenseite spiegelverkehrt durchdrückten. Demnach ging es um versteckte Schätze. John Marco Allegro, ein Mitglied des Editorenteams der Schriftrollen vom Toten Meer (der sogenannten Scrollery), war deshalb sehr interessiert daran, die Rolle zu öffnen. Er erhielt die Erlaubnis der jordanischen Regierung, die Rolle im College of Technology in Manchester öffnen zu lassen; Gerald Lankester Harding, der Direktor der Jordanischen Altertümerverwaltung, brachte den ersten Teil der Rolle im Juni 1955 persönlich nach Manchester. Nicht einmal die anderen Scrollery-Mitglieder erfuhren von dieser geheimen Aktion. Nach der Reinigung des Objekts in Manchester wurde die äußere Wicklung der Rolle mit dem Industrieklebstoff Araldite 951 verstärkt. Henry Wright Baker, Professor für Maschinenbau, entwickelte einen Apparat zum Zersägen der Rolle und führte am 1. Oktober 1955 den ersten Schnitt durch. Bis zum 5. Oktober war das ganze Objekt in Segmente zersägt, von Allegro fotografisch dokumentiert und die Öffnung der Rolle zur Zufriedenheit des jordanischen Botschafters verlaufen. Allegro begriff, dass es sich um eine Liste von Schatzverstecken handelte, und nachdem er anfangs maximale Öffentlichkeit hatte herstellen wollen, verstand er nun, dass dies Schatzjäger auf den Plan rufen und reguläre Grabungen im Auftrag der jordanischen Regierung unmöglich machen würde. Im Januar 1956 war auch der zweite Teil der Rolle in Segmente zerschnitten. Unterdessen kam es aber, unabhängig von der Kupferrolle, zu einem Zerwürfnis zwischen Roland de Vaux und einigen Scrollery-Mitgliedern einerseits, Allegro andererseits. Anlass dafür war ein Interview Allegros mit einem BBC-Lokalsender, bei dem dieser spekuliert hatte, der Lehrer der Gerechtigkeit als Gründer der Qumran-Gemeinde sei ebenso wie Jesus von Nazareth gekreuzigt worden. De Vaux und einige Kollegen distanzierten sich durch einen Leserbrief an die Times. Allegro war nun in der Scrollery relativ isoliert. Er hatte eine Transkription und Vorübersetzung an de Vaux übersandt, die dieser im April 1956 für ungenau erklärte.
Józef Tadeusz Milik wurde mit der Entzifferung, Übersetzung und Publikation beauftragt und legte bereits im Juni 1956 einen vorläufigen Text vor; eine Übersetzung und ein topographischer Kommentar folgten 1959. Die diplomatische Textedition verzögerte sich bis 1962; unterdessen veröffentlichte Allegro 1960 eine eigene, unautorisierte Edition.
Allegro, der von der Realität der Schatzdeponierungen überzeugt war, gründete einen Fonds zur Finanzierung archäologischer Grabungen, erwirkte eine Grabungserlaubnis der jordanischen Behörden und unternahm 1959, 1962 und 1963 mehrere Expeditionen zu den in der Kupferrolle beschriebenen Orten. Schätze fand Allegro dort nicht. Roland de Vaux kritisierte die von einer großen britischen Zeitung finanzierte Schatzsuche der Jahre 1959/1960 als unverantwortlich: die Ruinen von Qumran und die antiken jüdischen Gräber im Kidrontal seien bei diesen archäologisch unbegleiteten Grabungen beschädigt worden.

## Restaurierung und museale Präsentation
1994 bis 1996 fand eine Säuberung und Restaurierung mit ausführlicher Dokumentation durch die Électricité de France (EDF) statt.
Die Rolle befand sich im Archäologischen Museum in Amman in Jordanien; seit 2014 ist sie im neuen Jordanischen Nationalmuseum in Amman zu sehen.

## Beschreibung
Die Höhe der Kupferrolle schwankt zwischen ca. 28 und 29 cm, die ursprüngliche Länge wird auf 2,30 m geschätzt. Es ist die einzige unter den Schriftrollen vom Toten Meer, die nicht aus Leder oder Papyrus, sondern aus einer Legierung von 99 % Kupfer und 1 % Zinn hergestellt wurde. In der Antike wurden Texte in Metall graviert, um sie besonders haltbar zu machen, wie z. B. römische Militärdiplome oder ägyptische Tempelarchive. Aus dem gleichen Grund wurden auch Amulette aus Metall angefertigt: der darauf eingravierte Text sollte den Besitzer über eine lange Zeit begleiten. Bei der Kupferrolle von Qumran wurde versucht, das Erscheinungsbild einer Pergamentrolle in Kupfer nachzuahmen, beispielsweise ersetzen Reihen von Nieten die Nähte, mit der bei einer Pergamentrolle die einzelnen Bögen nach dem Beschreiben verbunden wurden.
Die eingehämmerte Schrift lässt sich nur schwer mit den Schriften der anderen Qumranrollen vergleichen. Paläographisch datiert Émile Puech die Rolle in die Mitte des 1. Jahrhunderts n. Chr., wobei er eine spätere Datierung (um die Jahrhundertwende bzw. vor dem Bar-Kochba-Aufstand) ausschließen möchte. Mit dem Fortschreiten der Arbeit wird die Schrift flüchtiger und fehlerhafter.
Orthographie und Sprache weisen starke Besonderheiten auf:
- Das Relativpronomen hebräisch שֶׁל shel ist typisch für rabbinisches Hebräisch der Mischna, in Qumran selten, in der Kupferrolle tritt es gehäuft auf;
- Auslautendes „a“ wird oft als Alef א und nicht als He ה geschrieben;
- Als einziger hebräischer Qumrantext enthält die Kupferrolle griechische und lateinische Lehnwörter wie hebräisch פרסטלון Peristyl oder hebräisch אכסדון Exedra;
- Es gibt mehrfach griechische Buchstabenkombinationen, deren Sinn unklar ist.

Die Kupferrolle wurde in der Antike offenbar eilig aufgerollt, wobei sie auch in zwei Teile zerbrach. Jemand bog das Ende des Dokuments mit Gewalt um, um die erste Wicklung herzustellen, und hinterließ dabei seine Fingerabdrücke im Kupferblech.

## Reale oder fiktive Schätze

### Argumente für ein reales Schatzverzeichnis
Abgesehen von großen Quantitäten von Gold und Silber werden silberne Gaben, Weihegaben, Kisten und Gefäße sowie Buchrollen aufgezählt. Die Verstecke sind auffälligerweise Orte, an denen ein Jude nicht suchen würde, weil sie rituell unrein waren, wie Gräber, Kanäle und Becken mit unreinen Flüssigkeiten: wodurch auch die dort deponierten Objekte rituell unrein wurden. „Eine solche Aktion war eindeutig gegen jüdische Plünderer gerichtet …, nicht gegen Römer, die derartige Traditionen nicht kannten.“
Die aufgelisteten Schätze sind so groß, dass sie, falls real, einen Nationalschatz eines Königs oder eines Tempels darstellen. Auch wenn man sich den Jachad als eine Organisation mit tausenden von Mitgliedern vorstellt, konnte er kaum über ein derartiges Vermögen verfügen. Handelt es sich also um einen jachadischen Text, so sind die Schätze fiktiv und die Gründe für die Anfertigung einer solchen Liste in so aufwändiger Form bleiben im Dunkeln.
Alternativ wird deshalb angenommen, dass es sich um den Tempelschatz von Jerusalem handle. Diese Theorie wurde bereits von John Marco Allegro vertreten. Norman Golb griff die Tempelschatz-Theorie in den 1980er Jahren wieder auf.
Die Deponierungen in Höhle 3, an der nördlichen Peripherie des Geländes von Qumranhöhlen und am weitesten von Khirbet Qumran entfernt, ständen in keinem Zusammenhang mit den anderen Textdepots, sondern seien das Werk von Jerusalemer Priestern. Diese These wird besonders von Stephen Pfann vertreten. Dafür lässt sich anführen, dass der Ton von fünf Krügen aus Höhle 3, der mit Neutronenaktivationsanalyse überprüft wurde, anscheinend aus Jerusalem stammt. Die Textfragmente aus Höhle 3 haben keinen spezifischen jachadischen Charakter, doch erlaubt ihr geringer Umfang kein sicheres Urteil. Puech hält es für unrealistisch, Schätze kurz vor dem Beginn der Belagerung aus der Stadt Jerusalem herauszuschaffen und unbemerkt im Gelände zu verteilen; eher schon hätte man versuchen können, in der Stadt Verstecke anzulegen. Als Titus’ Legionäre im Jahr 70 n. Chr. Jerusalem eroberten, erbeuteten sie jedenfalls erhebliche Reichtümer im Tempel, so dass nach Angaben bei Flavius Josephus der Goldpreis in Syrien um die Hälfte fiel.
Unabhängig voneinander vertraten Ernest-Marie Laperrousaz und Ben-Zion Luria in den 1960er Jahren die Theorie, dass die enormen Schätze von den Rebellen des Bar-Kochba-Aufstands (132–136 n. Chr.) versteckt wurden. Laperrousaz vermutete, der Schatz sei von den Rebellen für die Wiederaufnahme des Kults in einem wiederaufgebauten Jerusalemer Tempel bestimmt gewesen. Laperrousaz’ Deutung der Kupferrolle findet sich in einem weit verbreiteten Werk, das als klassische Zusammenfassung der Grabungsergebnisse Roland de Vaux’ gilt.
Auch Manfred R. Lehmann plädiert für eine Deponierung realer Schätze nach dem Ende des Jüdischen Krieges. Er meint, dass die Tempelabgaben von den Überlebenden nach Kriegsende weiter gezahlt worden seien, obwohl der Jerusalemer Tempel im Jahr 70 n. Chr. zerstört worden war.

### Argumente für ein fiktives Schatzverzeichnis
Józef T. Milik hielt das Schatzverzeichnis für eine literarische Fiktion. Er erinnerte an die Legenden, die sich um die Bundeslade und andere Kultgeräte des Salomonischen Tempels gerankt hatten, wonach diese von den Neubabyloniern bei der Eroberung von Jerusalem (587/586 v. Chr.) nicht geplündert oder zerstört worden seien, sondern in Höhlen oder an anderen verborgenen Orten aufbewahrt würden. Der spätantike oder frühmittelalterliche jüdische Traktat Masseket Kelim bietet ein (fiktives) Inventar der Schatzverstecke für die Kultgeräte des Tempels, das Ähnlichkeiten mit der Kupferrolle aufweist und sogar erwähnt, dass die Priester des Jerusalemer Tempels die Schatzverstecke in einer Kupferrolle aufschreiben sollten.

## Die Kupferrolle als Quelle für die Topografie Jerusalems
Bargil Pixner, ein Jerusalemer Benediktiner und Amateurarchäologe, versuchte den Versteckbeschreibungen in der Kupferrolle Informationen über die Topografie der Stadt Jerusalem vor ihrer Zerstörung durch die Römer (70 n. Chr.) zu entnehmen. Er ging davon aus, dass die Qumran-Essener im Lauf der Geschichte durch den Beitritt wohlhabender Männer ein großes Gemeinschaftsvermögen angesammelt hätten. Damit bestand schon vor dem Jüdischen Krieg für sie die Notwendigkeit, diese Reichtümer im ganzen Land Israel in Depots zu verbergen. Solche Depots, vermutete Pixner, befanden sich stets in der Nähe essenischer Siedlungen, auf dem Grund und Boden, der der Gruppe gehörte, so dass die essenischen Schatzwarte jederzeit Zugang hatten. Von der Lederrolle mit dem Schatzverzeichnis wurde dann, Pixner zufolge, bei Beginn des Krieges eine gekürzte Kopie auf Kupferblech hergestellt.  Pixner identifizierte die ersten 17 Schatzverstecke der Kupferrolle in einem angenommenen Jerusalemer Essenerquartier auf dem Südwesthügel (der heute als Berg Zion bezeichnet wird) und in der Nähe davon. Diese Vermutung werde durch die von ihm geleitete Ausgrabung auf dem protestantischen Zionsfriedhof bestätigt, die das von Flavius Josephus erwähnte Essener-Tor freigelegt habe. Auf diesem Südwesthügel wird in spätantiken christlichen Traditionen der Treffpunkt der Jerusalemer Urgemeinde verortet (Abendmahlssaal, Hagia Sion). Pixner grub von 1977 bis 1988 auf dem Zionsfriedhof, ohne allerdings aus archäologischer Sicht die Befunde umfassend zu dokumentieren. Vielmehr entwickelte er in verschiedenen Artikeln die Geschichte eines hypothetischen Essenerviertels und illustrierte sie mit ausgewählten Befunden seiner Grabungen. Rainer Riesner griff Pixners Hypothese in modifizierter Form auf. Pixners neue archäologische Erkenntnisse sprächen für „eine große räumliche Nähe von Zentren beider Gemeinschaften auf dem südwestlichen Stadthügel von Jerusalem. Vor diesem historischen Hintergrund stärkt der Vergleich mit den Qumran-Schriften eher das Vertrauen in die Schilderung, die Lukas vom Leben der ersten Gemeinde am Beginn der Apostelgeschichte gibt.“ Dazu muss die relativ späte christliche Lokaltradition vom Abendmahlssaal bis auf die Zeit vor dem Jüdischen Krieg zurückdatiert werden. Auch die Lokalisierung eines Essenerviertels im Jerusalem jener Zeit ist nach Jörg Freys Einschätzung höchst spekulativ.